# 高田事件
高田事件（たかだじけん）は、1883年3月20日に発生した新潟県高田・頸城地方（現在の新潟県上越市）を中心とした自由党員らを対象とした自由民権運動に対する弾圧事件。ただし、逮捕された大部分が冤罪であった。

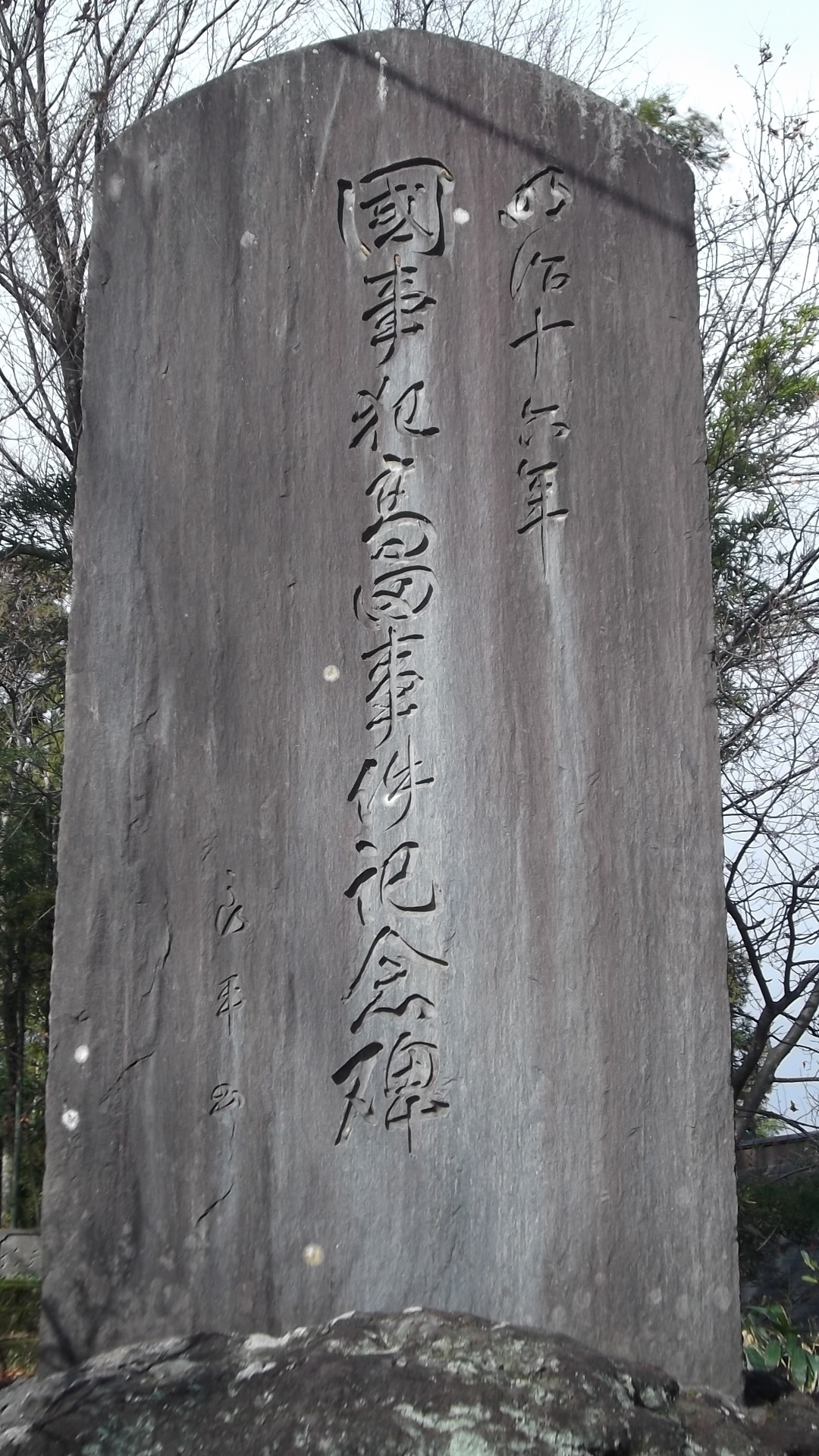
「国事犯高田事件碑」（新潟県上越市金谷山）

3月10日、富山県高岡瑞龍寺において開かれた自由党員による北陸七州有志懇談会が開催され、北陸地方における自由民権運動は最高潮に達した。ところが、19日になって参加者の1人である長谷川三郎が警察官を侮辱した容疑で逮捕され、翌日に長谷川の自白に基づいて加藤貞盟・八木原繁祉・赤井景韶ら新潟県の活動家20名余りを政府転覆容疑で逮捕した。ところが、問題の長谷川は実は新潟始審裁判所高田支庁の検事補・堀小太郎の部下であり、所謂スパイとして活動に参加して加藤・八木原ら地元自由党幹部の情報を入手して、堀と打ち合わせの上で逮捕に至らしめたものであった。
その結果、5月までにあわせて党員や支持者ら37名が逮捕された。もっとも、政府転覆計画の捜査そのものが一種の見込み捜査であり、その大半の容疑者については証拠が見つからないまま、8月までに22名が不起訴、加藤・八木原ら自由党幹部12名は起訴したものの公判を維持できず、免訴・責付釈放となり事実上の無罪となった。
ところが、赤井景韶については前年11月4日に、ともに逮捕された井上平三郎・風間安太郎の2名とともに高田で協議して「天誅党」と呼ばれる秘密結社を結成して政府高官の暗殺計画を企て「天誅党」の結成趣意書を文書としたことが判明した。文書は具体的なものではなかったが、赤井の自筆であったことから当局は3名を国事犯として告発した。赤井以外の2名は協議には参加したものの、明確な物的証拠がなかったことから計画参加の証拠なしとして、高等法院における予審で免訴となったが、赤井のみは直筆の趣意書を根拠として12月17日に重禁錮9年の判決を受けた。
なお、赤井は翌年3月に石川島監獄から脱獄して逃走中に目撃した人力車車夫を殺害、9月に静岡県にて逮捕され、1885年7月27日に殺人罪によって絞首刑となった。

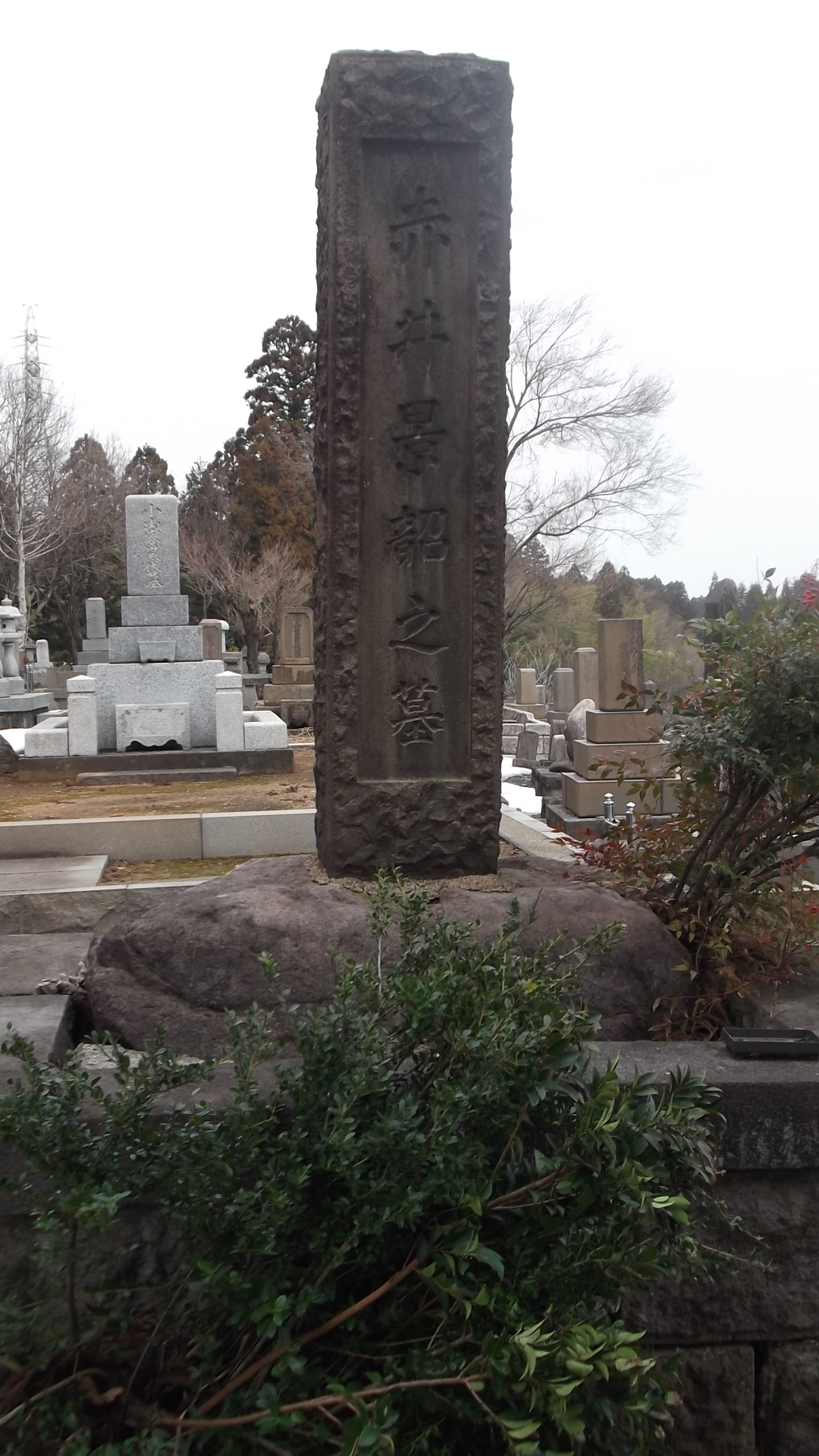
赤井景韶の墓（新潟県上越市金谷山）

逮捕された大部分は当局によるでっち上げの告発による逮捕であり、後日明らかとなった赤井の事件とも全く無関係であった（そもそも、赤井の1件も見込み捜査によって偶々発覚したものであった）。そのため、この事件は自由民権運動弾圧を図った当局の捏造事件とされている。